# Ga Deuk-hee
Ga Deuk-hee (31 de marzo de 1984) es una actriz surcoreana.

## Filmografía

### Serie de televisión
| Año  | Título                                       | Rol                    | Red  |
| ---- | -------------------------------------------- | ---------------------- | ---- |
| 2009 | The Road Home                                |                        | KBS1 |
| 2009 | Partner                                      | Oh Young-yi            | KBS2 |
| 2009 | Hometown of Legends "Myo-jeong's Pearl"      | So-bin                 | KBS2 |
| 2010 | Queen of Reversals                           | Bu Min-ah              | MBC  |
| 2011 | The Princess' Man                            | Lady Ryu               | KBS2 |
| 2011 | Can't Lose                                   | Ga Deuk-hee            | MBC  |
| 2011 | You're Here, You're Here, You're Really Here | Laura Jang             | MBN  |
| 2012 | Queen In-hyun's Man                          | Jo Soo-kyung           | tvN  |
| 2012 | Golden Time                                  | Seo Hyo-eun            | MBC  |
| 2013 | Nine: Nine Time Travels                      | Kim Yoo-jin (1992)     | tvN  |
| 2013 | Hur Jun, the Original Story                  | Se-hee                 | MBC  |
| 2013 | The King's Daughter, Soo Baek-hyang          | Na-eun                 | MBC  |
| 2014 | My Spring Days                               | Joo Se-na              | MBC  |
| 2015 | Sweet, Savage Family                         | Park Sun-young         | MBC  |
| 2017 | The Bride of Habaek                          | participación especial | tvN  |
| 2020 | Una familia poco familiar                    | Seo Gyeong-ok          | tvN  |